# マタイ・レウラ
マタイ・レウラ（Matai Leuta、1990年7月20日 - ）は、アメリカ合衆国のラグビー選手。

## プロフィール
- アメリカ・カリフォルニア州マリナ出身[1]。
- ポジションはフルバック(FB)。
- 身長 189cm、体重 106kg
- アメリカ代表キャップは3(2021年7月現在)。

## 略歴
2021年、東京五輪の7人制アメリカ代表に選ばれた。
2024年、パリ2024五輪の7人制アメリカ代表に選ばれた。